# کانامه اندو
کانامه اندو (انگلیسی: Kaname Endo؛ زادهٔ ۲۵ دسامبر ۱۹۸۳) بازیگر اهل ژاپن است.